# Jerónimo Merino Cob
No s'ha de confondre amb el seu contemporani Martín Merino, també conegut com "el cura Merino".
Jerónimo Merino Cob (Villoviado, avui integrat a Lerma, Burgos, 1769 - Alençon, França, 1844), conegut com a «El Cura Merino», fou un religiós i guerriller espanyol. Va seguir la carrera eclesiàstica i va prendre les ordres, passant a ser rector del seu poble natal.

## Guerriller
En 1808, exercint de rector al seu poble, va poder apreciar el maltractament que rebia la gent del seu poble per part de les tropes franceses; això el va incitar a convertir-se en guerriller. Durant la Guerra del Francès es va convertir en un dels més prestigiosos guerrillers de la resistència espanyola. El 9 de juny de 1809, quan es trobava amb la seva partida a Tordómar, rep avís de l'arribada a Lerma d'una patrulla francesa procedent de Burgos. El seu èxit en assaltar el Palau Ducal, rendint la guarnició francesa, atreu a les seves files joves estudiants de la comarca, entre els quals es trobava Ramón de Santillán.
A partir de juliol de 1809, incrementades les seves forces, actua sobre les comunicacions Burgos - Valladolid. Així, el 22 de gener de 1810 va sorprendre a una divisió francesa als voltants de la vila de Dueñas, caient en l'emboscada sobre 1.500 homes, dels quals només n'escaparen uns 200.
El 10 de juliol de 1810, les tropes franceses al comandament de Duvernet incendien la vila d'Almazán en represàlia per la tenaç resistència, dins les muralles que va fer amb 1.600 hombres.
| « | ... Les guerrilles, força única que els espanyols tenien en aquestes províncies interiors, es van reunir en el Duero, a Almazán, poble de la província de Sòria. El governador francès de la capital d'aquest nom, Baste, coronel comandant de la marina de la Guàrdia Imperial, es va engegar des d'aquesta ciutat l'10 de juliol al matí amb una columna d'1.100 homes, i va atacar a les forces espanyoles reunides; mes havent estat rebutjat després de set hores de foc, va demanar per mitjà d'un parlament una suspensió d'armes; però faltant a la seva paraula, i durant encara l'armistici, va atacar, resolt a ocupar a totes passades la vila, amb la major intensitat el pont, i va aconseguir entrar-hi després d'haver sofert una mortalitat horrorosa. El cura Merino va ser un dels partidaris que es van trobar en aquesta acció amb 200 cavalls | » |
| — | |   |

El 1811 fundà el Regiment d'Hússars de Burgos on hi participaren també Julián de Pablos i Ramón de Santillán futur ministre d'Hisenda i primer governador del Banc d'Espanya, i també el d'infanteria conegut com a Regiment d'Arlanza.
A finals de juliol de 1812 perseguí les tropes de Marmont, que es replegaven d'Arapiles per la vall de l'Esgueva.

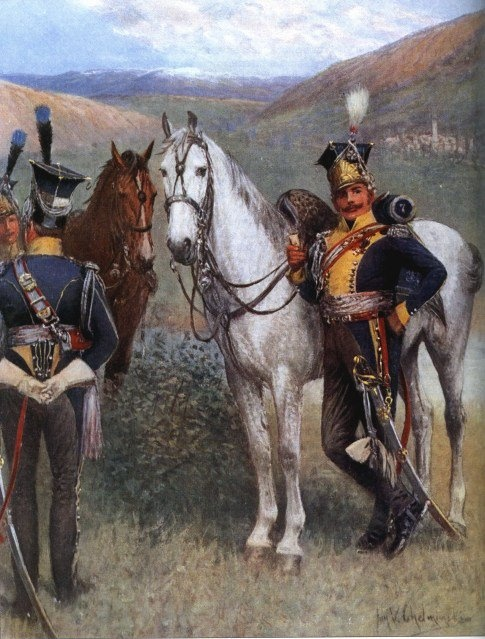
Llancer del Vístula 1808, amb el seu tradicional czapka.

Va aconseguir una audaç victòria a Roa, una de les poques que va assolir sobre poblacions ocupades pels francesos. També va aconseguir victòries a Quintanar de la Sierra i Hontoria del Pinar. En aquestes victòries va ser rellevant el seu assentament a la Muntanya Carmona de Vilviestre del Pinar que probablement va funcionar com a caserna general. El 15 d'abril de 1812 rep l'avís de com el batalló 1rt del Vístula, format per soldats polonesos al servei de França, sortia d'Aranda per a requisar carn al partit de Peñaranda de Duero i caserius dels voltants un comboi escortat per 1.400 infants, 150 cavalls i dues peces d'artilleria, cosa que li agradava perquè veia la possibilitat d'escarmentar als francesos que el dia 2 d'abril havien penjat als junteros a Sòria, deixant-los penjats per a escarment de la població. Va determinar sortir a la seva trobada, atacant al camí d'Hontoria de Valdearados, prop de Peñaranda de Duero, comunicant d'aquesta manera la seva acció:
| « | «... Tenim la satisfacció d'anunciar a V.E. que el 16 del passat mes d'abril de 1812 han participat aquestes tropes l'acció més brillant de quantes han ocorregut des dels principis de la seva formació: tot el batalló 1r del Vístula, compost de 669 polonesos en van ser fruit. Havien sortit de l'vila d'Aranda a continuar els seus robatoris i saquejos. El Coronel Merino cau sobre ells a Hontoria de Valdearados, en tan bona disposició, que cap ni un se'ls va escapar. Seixanta-nou van morir en l'atac, sense que per la nostra banda hi hagués més desgràcies que cinc ferits, l'un de gravetat, els altres polonesos, amb els seus caps i oficials, van quedar presoners. Immediatament conclosa l'acció van manar degollar als Comandants a 110 d'ells. La resta dels presoners han estat traslladats fins a les Astúries…» | » |

Va culminar aquesta etapa de la seva vida el 1814 aconseguint el càrrec de governador militar, amb grau de general, de la plaça de Burgos i una vegada acabada la guerra va renunciar als seus honors militars i va tornar a la feina de capellà de poble.

## Absolutista

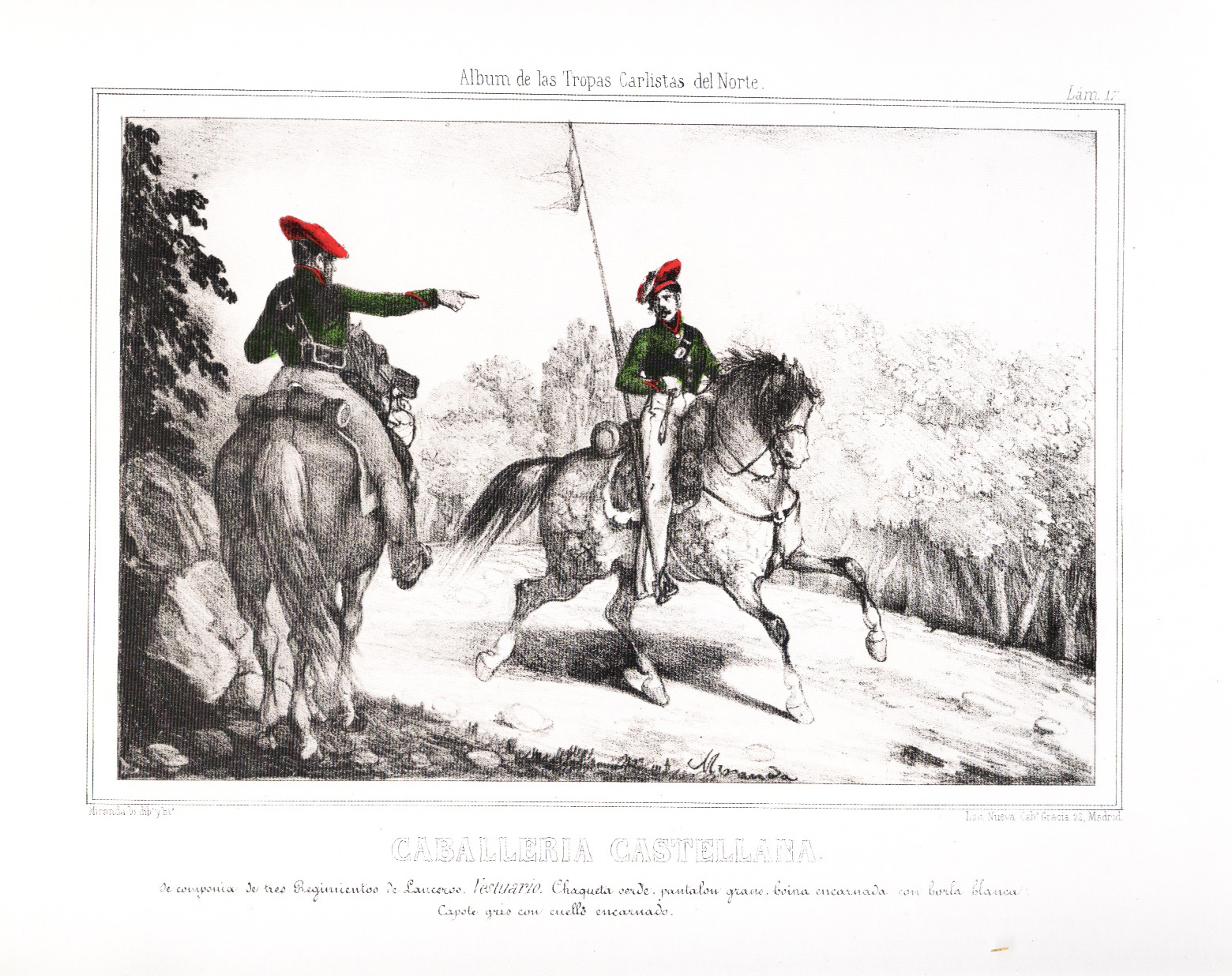
Cavalleria Castellana. "Albúm de las Tropas Carlistas del Norte". Madrid, sense data. (184?)

Acabada la guerra, va tornar a la seva parròquia de Villoviado. Les seves idees absolutistes li van valer ser recompensat per Ferran VII al seu retorn amb una canongia a València. Durant el Trienni Liberal (1820-1823) va reprendre la guerrilla, i es va enrolar en les partides que marxaven donant suport a la invasió dels «Cent Mil Fills de Sant Lluís» que acabaria amb el govern liberal. A la mort de Ferran VII es va allistar al bàndol del pretendent Carles i va dirigir l'alçament carlí a Castella la Vella, participant en els setges de Morella i de Bilbao.
El dia 13 de novembre de 1833, amb les seves tropes a les portes de Burgos, en dirigir-se a l'exèrcit que se li oposava manifestava els motius de la seva lluita:
| « | «...“Soldats. La causa més santa i la més justa ha reunit aquest brillant i nombrós exèrcit que veieu a les portes de la ciutat: la santa religió dels nostres pares i el tron d'Espanya; tals són els benvolguts objectes que volem posar a l'abric de la persecució dels monstres infames de la iniquitat…”...» | » |

## Exiliat

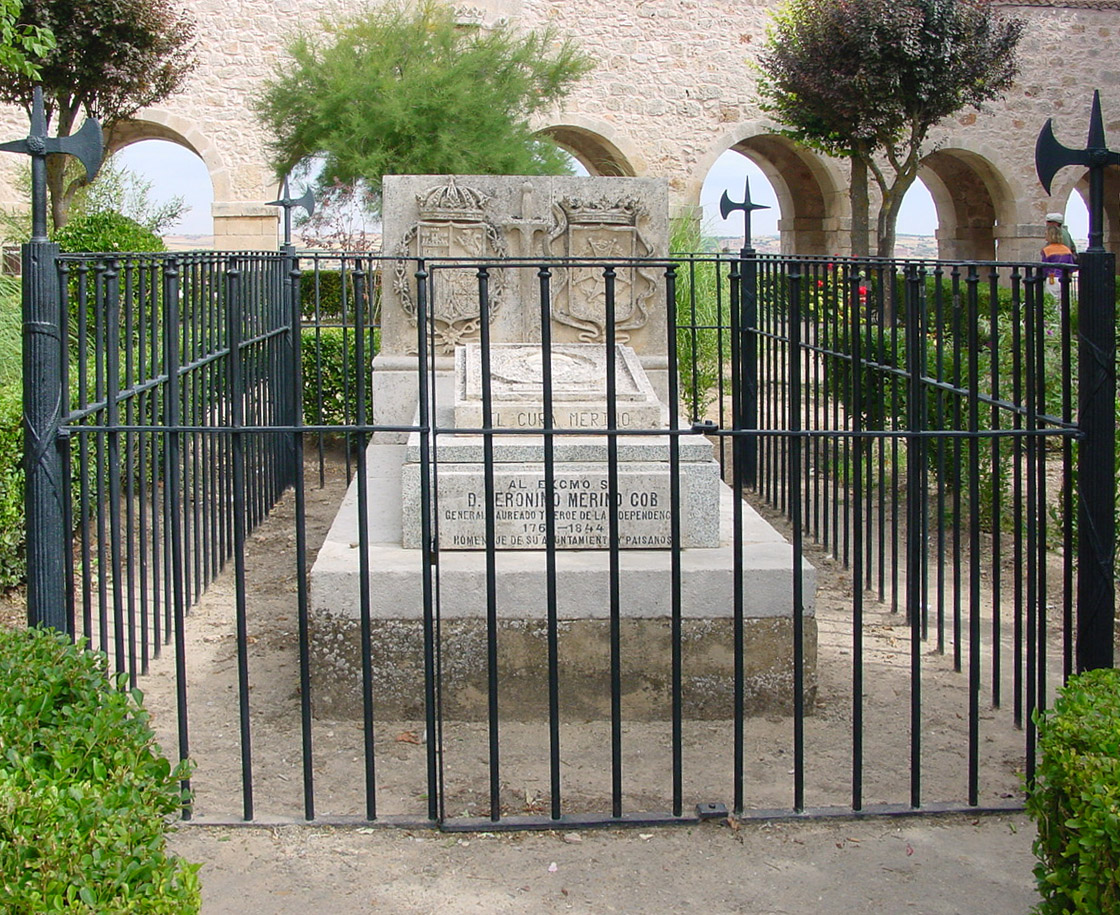
... la seva tomba és a Lerma (Burgos)

Derrotat el pretendent Carles Maria Isidre de Borbó, s'oposà al Conveni de Bergara i quan acabà temporalment el 1839 la primera guerra carlina al Nord s'exilià a Alençon, departament de l'Orne, on hi residia amb alguns familiars al número 10 de la Grande Rue, de la que tots els dies sortia per a fer misses a un convent de monges. Va morir a Alençon (França) i la seva tomba es troba a Lerma (Burgos)).